# Пиандимелето
Пиандимелѐто (на италиански: Piandimeleto, на местен диалект Piemlèta, Пиемлета) е село и община в Централна Италия, провинция Пезаро и Урбино, регион Марке. Разположено е на 319 m надморска височина. Населението на общината е 2150 души (към 2010 г.).